# Eulobus californicus
Eulobus californicus är en dunörtsväxtart som beskrevs av Thomas Nuttall. Eulobus californicus ingår i släktet Eulobus och familjen dunörtsväxter. Inga underarter finns listade i Catalogue of Life.

## Bildgalleri

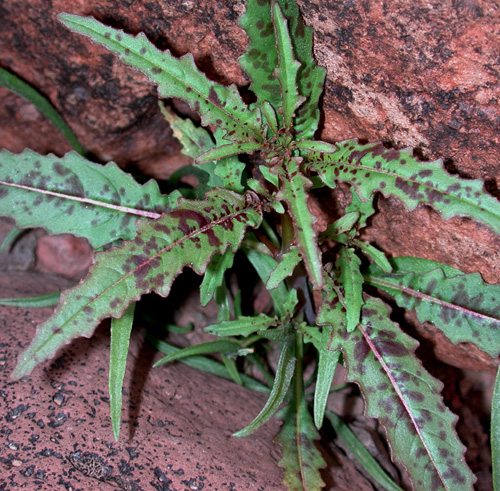
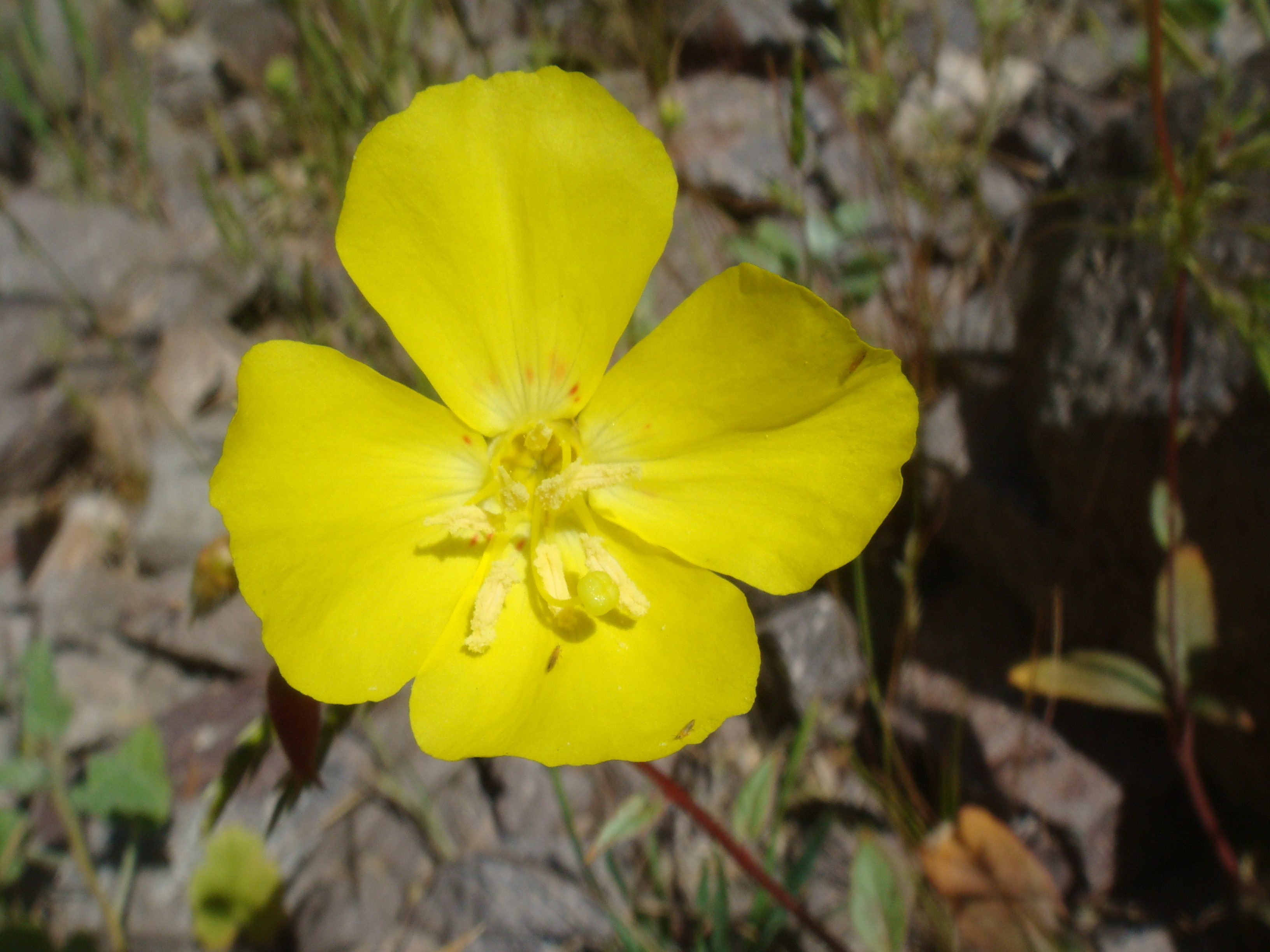